# 林大居墓
林大居墓位于中国广西壮族自治区贵港市平南县平南街道平田村新屋儿屯东南面500米黄京岭上。
此墓是太平天国敬王林大居的墓葬，与太平天国补王莫仕葵的墓葬同为平南县文物保护单位。林大居墓隶属于平田村委会，由林氏族人管理。以墓为中心半径10米的圆形为保护范围，以墓为中心半径20米的圆形为建设控制地带。